# Maurice Jean Auguste Girard
Pour les articles homonymes, voir Girard.
Maurice Jean Auguste Girard est un entomologiste français, né le 13 septembre 1822 à Givet (Ardennes) et mort le 8 septembre 1886 à Lion-sur-Mer (Calvados).

## Biographie
Il obtient, au concours général de 1840, le septième accessit d'histoire.
Il entre à l’École normale en 1844. En 1847, il est nommé à Périgueux où il enseigne la physique. Après avoir obtenu son agrégation, il part à Dijon où il enseigne de 1853 à 1873. Il obtient durant ce temps sa licence et son doctorat ès-sciences naturelles avec une thèse sur l’Étude sur la chaleur libre dégagée par les animaux invertébrés et spécialement les insectes.
Girard dirige L'Insectologie agricole, journal traitant des insectes utiles... et des insectes nuisibles... de 1867 à 1870. Il fait paraître plus de 200 publications dont un livre sur François Péron, naturaliste voyageur aux australes (1800-1804) (J.-B. Baillière, Paris, 1856).
Il décrivit Italochrysa chloromelas et Apochrysa montrouzieri (Neuroptera, Chrysopidae) (ce dernier reçut, à l'époque, la dénomination de Hemerobius stigma) en 1862.

## Publications
- F. Péron, naturaliste, voyageur aux terres australes: Sa vie, appréciation de ses travaux, Paris, Baillière & fils, Moulins, Enaut, 1857, 272 pages
- Indication et discussion d'un nouveau caractère générique du genre Hemerobius, tribu des Myrméléoniens, ordre des Névroptères et description de deux espèces nouvelles de ce genre recueillies par le R. P. Montrouzier et désignées par Lui sons les noms de C, Annales de la Société entomologique de France, 1862, (4)2:597-614.
- Considérations générales sur le genre Raphidia (névroptères, raphidiens) et note sur les espèces de ce genre qui se trouvent aux environs de Paris, Annuaire de la Société entomologique de France, 1864, (4), 4, pp. 669–674
- Note sur la Chaleur considérable de larves de la Galleria cerella (Lépidoptères chalinoptères, Crambides), Annuaire de la Société entomologique de France, 1864, (4), 4, pp. 675
- Les Métamorphoses des insectes (Hachette, Paris, 1866, réédité en 1879).
- Exposition universelle de 1867 — Entomologie appliquée : Les insectes utiles (vers à soie et abeilles) - Les Insectes nuisibles., Librairie agricole de la maison rustique, 1867, 41 pages.
- Les insectes : Traité élémentaire d'entomologie, comprenant l'histoire des espèces utiles et de leurs produits, des espèces nuisibles et des moyens de les détruire, l'étude des métamorphoses et des mœurs, les procédés, avec Félix Édouard Guérin-Méneville, Paris, J.-B. Baillière, 1873-85
- Le Phylloxéra de la vigne, son organisation, ses mœurs, choix des procédés de destruction (Hachette, Paris, 1878, réédité en 1880 et en 1883).
- Catalogue raisonné des animaux utiles et nuisibles de la France. I. Animaux utiles, leurs services et leur conservation ; II. Animaux nuisibles, dégâts qu'ils produisent, moyens de les détruire (Hachette, 1874, réédité en 1878 et en 1879).
- Études sur les insectes carnassiers utiles à introduire dans les jardins et à protéger contre la destruction, tiré-à-part du Bulletin de la Société d'acclimatation, 1873, 36 pages
- Indications générales sur les vignobles des Charentes, Imprimerie nationale, 1876, 83 pages
- Note sur les carpocapses des fruits à pépins et à noyau, Journal de la Société d'horticulture de France, 1877, t.11
- Le Phylloxéra de la vigne, son organisation, ses mœurs, choix des procédés de destruction (Hachette, Paris, 1878, réédité en 1880 et en 1883).
- Les Tenthrèdes des pins : Note sur les vers gris. imprimerie de l'Étoile, 1881, 7 pages
- Histoire naturelle. Zoologie (C. Delagrave, Paris, deux volumes, 1883-1887).
- Les Abeilles, organes et fonctions, éducation et produits, miel et cire (J.-B. Baillière et fils, Paris, réédité en 1887 et en 1890).

## Source
- Jean Lhoste, Les entomologistes français : 1750-1950, INRA Éditions, 1987, 351 p.